# John Lone
John Lone (en chino, 尊龙; pinyin, Zūn Lóng) (Hong Kong, 13 de octubre de 1952) es un actor, cantante y artista hongkonés nacionalizado estadounidense. Es principalmente conocido por interpretar al emperador Puyi en la galardonada película El último emperador (1987), por la cual recibió una nominación a un Globo de Oro en la categoría de mejor actor. Otros roles notables incluyen el de Charlie en Iceman (1984), Joey Tai en Year of the Dragon (1985), Song Liling en M. Butterfly (1993), Shi-Wan Khan en The Shadow (1994), y a Ricky Tan en Rush Hour 2 (2001).

## Biografía
Lone nació el 13 de octubre de 1952 en Hong Kong, bajo el nombre de Ng Kwok-leung (en chino, 吳國良; pinyin, Wú Guóliáng). Fue criado en un orfanato y posteriormente fue adoptado por una mujer de Shanghái. Estudió en la ópera de Pekín; fue aquí donde comenzaron a llamarle «Johnny» a la edad de diez años. Más adelante, escogió el nombre de Lone (solitario) para reflejar el hecho de ser huérfano y por su semejanza a su otro nombre, Leung. Patrocinado por una familia estadounidense, Lone abandonó la ópera de Pekín y emigró a Los Ángeles, California. En 1972, contrajo matrimonio con una compañera de clases, Nina Savino, y obtuvo la ciudadanía estadounidense. Continuó sus estudios de artes escénicas en la American Academy of Dramatic Arts en Pasadena. Finalmente, se mudó a Nueva York para trabajar como actor de teatro.
El actor veterano Mako reconoció su talento y le sugirió para una función de David Henry Hwang, por la que ganó un Premio Obie. El agente Jadin Wong le ayudó a comenzar su carrera. Wong también descubrió a otras estrellas asiáticas como Joan Chen, Bai Ling y Lucy Liu. Su primer papel importante fue en Iceman, pero su personaje más conocido es el de Puyi en El último emperador. También interpretó al villano Joey Tai en Year of the Dragon, así como a Song Liling en M. Butterfily (con Jeremy Irons). Volvió a ser un carismático villano en Rush Hour 2. 
A pesar de su fama en Hollywood, prefirió trabajar con más tranquilidad para el mercado asiático.

## Filmografía
| Título                               | Año  | Función            | Notas                  |
| ------------------------------------ | ---- | ------------------ | ---------------------- |
| King Kong                            | 1976 | Cocinero chino     |                        |
| Kate Bliss y el Ticker Niño de Cinta | 1978 | Houseman           | Película de televisión |
| Americathon                          | 1979 | Chino              |                        |
| Iceman                               | 1984 | Charlie, el Iceman |                        |
| Year of the Dragon                   | 1985 | Joey Tai           |                        |
| Repite de Paraíso                    | 1987 | Raka               |                        |
| El Último Emperador                  | 1987 | Emperador Puyi     |                        |
| El Moderns                           | 1988 | Bertram Stone      |                        |
| Sombra de China                      | 1989 | Henry Wong         |                        |
| Shanghai 1920                        | 1991 | Billy Fong         |                        |
| M. Butterfly                         | 1993 | Canción Liling     |                        |
| La Sombra                            | 1994 | Shiwan Khan        |                        |
| The Hunted                           | 1995 | Kinjo              |                        |
| Task Force                           | 1997 | Matón              | Cameo Aspecto          |
| Rush Hour 2                          | 2001 | Ricky Tan          |                        |
| Brote de bambú                       | 2004 | Mi Jihong          |                        |
| Qianlong Y la Fragante Concubina     | 2004 | Qianlong Emperador | Serie de televisión    |
| Asunto de Luna del papel             | 2005 | Keiko Marido       |                        |
| Guerra                               | 2007 | Li Chang           |                        |

## Premios
- Premios de Globo dorado
  - 1986 Actor De apoyo Mejor @– Año de Cuadro / del Movimiento del Dragón
  - 1988 Actor Mejor @– Obra de Cuadro del Movimiento / El Último Emperador
- Premios de Espíritu independiente
  - 1989 Macho De apoyo Mejor / El Moderns